# Lijst van burgemeesters van Haaften
Dit is een lijst van burgemeesters van de voormalige Nederlandse gemeente Haaften. In 1978 ging de gemeente op in de gemeente Neerijnen die zelf in 2019 opging in West Betuwe.
| Ambtsperiode | Naam burgemeester                                             | Partij of stroming | Bijzonderheden                                    |
| ------------ | ------------------------------------------------------------- | ------------------ | ------------------------------------------------- |
| 1818 - 1848  | Arie de Heer                                                  |                    | eerst schout                                      |
| 1848 - 1860  | W.A. de Favange                                               |                    |                                                   |
| 1860 - 1865  | G.W. Mossel                                                   |                    |                                                   |
| 1865 - 1885  | M.N.J. Dutry van Haeften                                      |                    |                                                   |
| 1885 - 1889  | Jacob Lodewijk Jan Baptist (J.L.J.B.) baron Sweerts de Landas |                    | later burgemeester van Epe                        |
| 1889 - 1916  | Peter Sofanus van Willigen                                    |                    |                                                   |
| 1916 - 1934  | Mattijs Peter van Willigen                                    |                    | neef van P.S. van Willigen                        |
| 1934 - 1978  | Hendrik Adriaan van Willigen                                  |                    | zoon van M.P. van Willigen, vanaf 1971 waarnemend |

## Vernoemingen
Het geslacht Dutry van Haeften was verwant aan de familie Van Haeften, de bouwers van Kasteel Goudenstein, in het hart van het oude dorp. Naar de burgemeester of de familie is de Dutry van Haeftenstraat genoemd, parallel aan de Burgemeester M.P. van Willigenweg, tussen de Bernhardstraat en de Engelenhof. In de volksmond worden de straatnamen afgekort tot Dutry en MP.